# Richard F. Heck
Richard Fred Heck, född 15 augusti 1931 i Springfield, Massachusetts, USA, död 10 oktober 2015 i Manila, Filippinerna, var en amerikansk kemist och professor, samt farmacie hedersdoktor vid Uppsala universitet. Han tilldelades Nobelpriset i kemi 2010 tillsammans med Ei-ichi Negishi och Akira Suzuki, för "palladiumkatalyserade korskopplingar i organisk syntes" (Heck-reaktionen). Heck var verksam vid University of Delaware. Den smärtstillande naproxen är ett exempel på en förening som framställs industriellt med användning av Heck-reaktionen.

## Biografi
Heck tog sin doktorsexamen i fysikalisk organisk kemi 1954 vid University of California, Los Angeles (UCLA), under handledning av Dr. Saul Winstein. Efter två perioder av postdoktoral forskning vid ETH Zürich, Schweiz, och sedan tillbaka vid UCLA, började Heck 1957 arbeta på Hercules Corporation i Wilmington, Delaware. Efter produktivt forskningsarbete vid Hercules anställdes han 1971 av University of Delaware Department of Chemistry and Biochemistry där han var professor i kemi. År 2012 utsågs han av De La Salle University i Manila till adjungerad professor vid dess kemiavdelning.
Heck gick i pension från University of Delaware 1989, där han blev Willis F. Harrington professor emeritus vid institutionen för kemi och biokemi. Dess årliga föreläsning namngavs 2004 till hans ära. Han flyttade efter pensionering  1989 till Filippinerna tillsammans med sin hustru, Socorro Nardo-Heck. Han avled 2015 i Manila på ett offentligt sjukhus.

## Karriär och vetenskapligt arbete

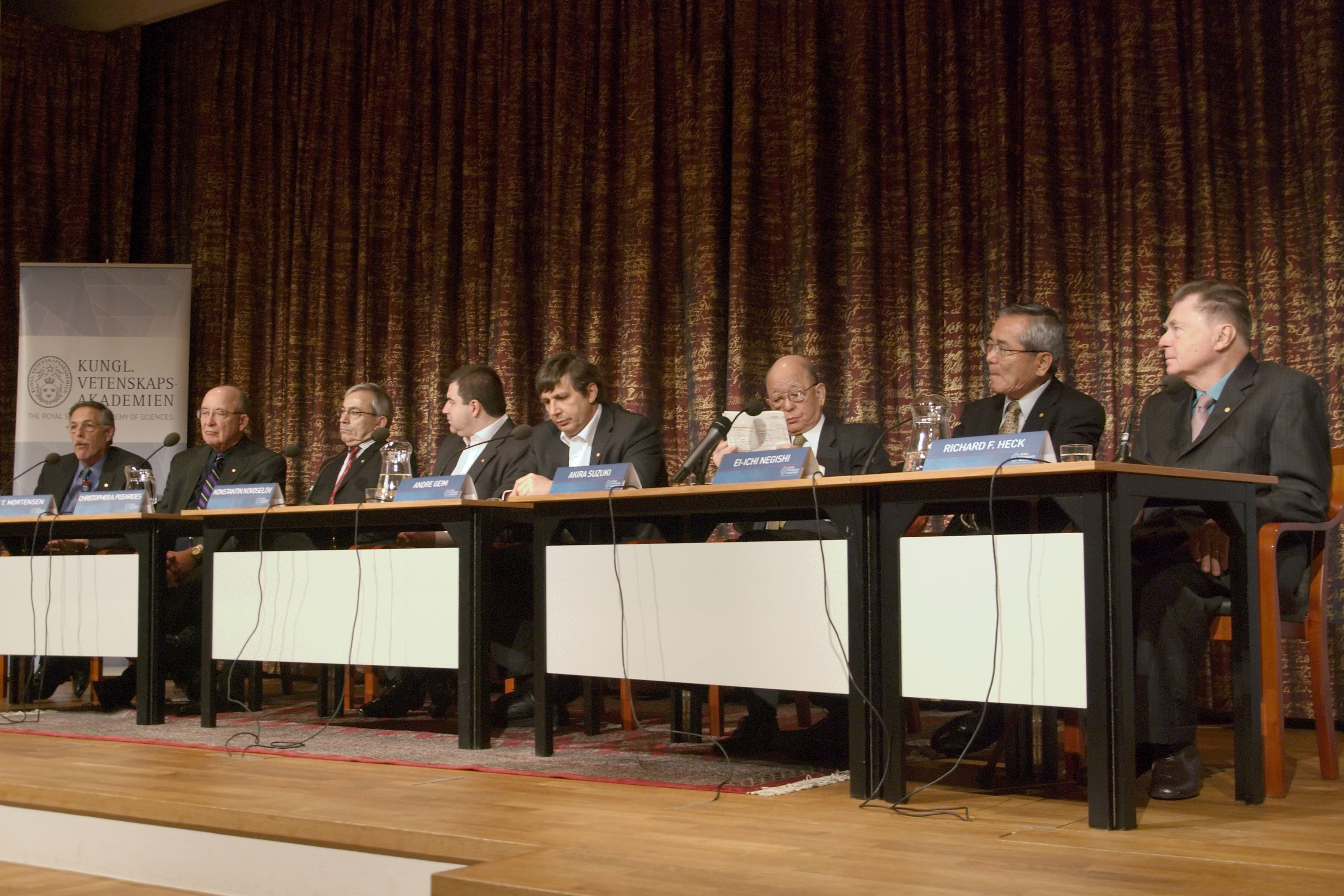
Peter Diamond, Dale T. Mortensen, Christopher A. Pissarides, Konstantin Novoselov, Andre Geim, Akira Suzuki, Ei-ichi Negishi och Richard Heck, Nobelpristagare 2010, vid en presskonferens på Kungliga Vetenskapsakademien i Stockholm.

Utvecklingen av Heck-reaktionen började med Hecks undersökningar under slutet av 1960-talet av kopplingen av arylkvicksilverföreningar med olefiner med palladium som katalysator. Detta arbete publicerades i en serie av sju på varandra följande artiklar i Journal of the American Chemical Society (JACS) för vilken Heck var den enda författaren.
Under början av 1970-talet rapporterade Tsutomu Mizoroki självständigt användningen av de mindre giftiga arylkaliderna som kopplingspartner i reaktionen. Under sin karriär fortsatte Heck att förbättra omvandlingen och utvecklade den till en kraftfull syntetisk metod för organisk syntes.
Betydelsen av denna reaktion växte långsamt i det organiska syntessamhället. År 1982 kunde Heck skriva ett kapitel om organiska reaktioner som täckte alla kända fall på bara 45 sidor. År 2002 hade tillämpningarna vuxit till den grad att kapitlet organiska reaktioner som publicerades det året, begränsat till intramolekylära Heck-reaktioner, uppgick till 377 sidor. Dessa reaktioner, en liten del av totalen, kopplar ihop två delar av samma molekyl. Idag står Heck-reaktionen som en av de allmänt använda metoderna för att skapa kol-kolbindningar vid syntesen av organiska kemikalier. Denna reaktion har varit föremål för många vetenskapliga översiktsartiklar, inklusive en ca 600 sidors monografi tillägnad detta ämne, publicerad 2009.
Av de många reaktioner som utvecklats av Heck har den största samhälleliga effekten varit från den palladiumkatalyserade kopplingen av en alkyn med en aryllalid. Detta är reaktionen som användes för att koppla fluorescerande färgämnen till DNA-baser, vilket möjliggör automatisering av DNA-sekvensering och undersökning av det mänskliga genomet. I Sonogashiras ursprungliga rapport om det som nu kallas Sonogashira-kopplingen modifierade hans grupp ett alkynkopplingsförfarande som tidigare rapporterats av Heck, genom att tillsätta ett koppar(I)salt.
Hecks bidrag är inte begränsade till aktivering av halogenider genom oxidativ tillsats av palladium. Heck var den förste som fullständigt karakteriserade ett π-allylmetallkomplex och den förste som belyste mekanismen för alkenhydroformylering.

## Utmärkelser och hedersbetygelser
- Nobelpriset i kemi, med  Ei-ichi Negishi och Akira Suzuki,  2010[11][12]
- Glenn T. Seaborg Medal,  2011[13]

[Redigera Wikidata]
Heck utnämndes till hedersdoktor vid Uppsala universitet (farmaci) och De La Salle University (vetenskap).